# Каратобе (Каратобинський район)
Каратобе́ (каз. Қаратөбе) — село, центр Каратобинського району Західноказахстанської області Казахстану. Адміністративний центр Каратобинського сільського округу.
Населення — 4106 осіб (2021; 3434 у 2009, 3652 у 1999, 3378 у 1989).